# Родионов, Владимир Михайлович
Владимир Михайлович Родио́нов (16 [28] октября 1878, Москва — 7 февраля 1954, Мозжинка, Московская область) — русский и советский химик-органик, один из организаторов отечественной промышленности красителей и производства лекарственных препаратов. Академик АН СССР (1943). Автор трудов по синтезу β-аминокислот конденсацией альдегидов с малоновой кислотой и аммиаком («реакция Родионова»), красителям, алкалоидам и душистым веществам..

## Биография
Родился 16 (28) октября 1878 года в Москве в купеческой семье. В 1897 году окончил Московское коммерческое училище с золотой медалью и званием кандидата коммерции. В 1901 году окончил Дрезденский политехнический институт с дипломом инженера-химика 1-й степени и продолжил обучение в Московском техническом училище, где в 1906 году получил диплом инженера-технолога 1-й степени.
В 1906—1909 годах он работал на фабрике красок фирмы Ф. Байер в Эльберфельд-Леверкузене (Германия), в 1909—1914 годах — заведующим химической лабораторией московского отделения фирмы «Фридрих Байер и Ко.». В 1916 году был главным инженером химической секции Военно-промышленного комитета, в 1916—1918 годах — директором химического завода «Тригор» в Москве.
Одновременно, в 1915—1929 годах он состоял профессором Московского технического училища (в 1918 году переименованного в МВТУ); в 1920—1930 годах — профессором 2-го МГУ по кафедре химии алкалоидов.
В 1925 году командирован ВСНХ в Германию, Францию и США для ознакомления с постановкой высшего технического образования и состоянием химической промышленности в этих странах, в 1925—1930 годах — технический директор Анилтреста ВСНХ. В 1928 году вторично командирован ВСНХ в США для экспериментальной проверки метода получения фталевого ангидрида по Гиббсу. В 1930—1932 годах арестован, находился в заключении.
Научный консультант Института прикладной физики и химии в Харькове (1932—1933), научный консультант Научно-исследовательского института органических полупродуктов и красителей (1933—1934), профессор, заведующий кафедрой технологии красителей Московского института химического машиностроения (1934—1935), заведующий лабораторией гетероциклических соединений Всесоюзного института экспериментальной медицины (1935—1939).
Профессор Московского текстильного института по кафедре химической технологии красящих веществ (1935—1944). В 1939 году избран членом-корреспондентом АН СССР по Отделению химических наук, избран председателем секции органической химии Московского отделения Всесоюзного химического общества имени Д. И. Менделеева. Профессор 2-го ММИ имени И. В. Сталина по кафедре органической химии (1939—1948).
Профессор химического факультета МГУ имени М. В. Ломоносова по кафедре органической химии (1942—1944).
Действительный член АН СССР по Отделению химических наук (1943). Профессор МХТИ имени Д. И. Менделеева по кафедре органической химия (1944). Был назначен заместителем председателя Технического совета Наркомата химической промышленности.
Скончался Родионов 7 февраля 1954 года в посёлке Мозжинка (ныне — в Одинцовском городском округе). Похоронен в Москве на Новодевичьем кладбище.

## Награды и премии
- Сталинская премия I степени (1946) — за научные исследования в области органической химии, результаты которых изложены в статьях «Синтез β-аминокислот», «Взаимодействие между диалкиниланилинами и арилдикарбоноыми кислотами», «Арилированные производные изохинолина», «Синтез диметоксилированных хиназолонов» (1943)[7]
- Сталинская премия III степени (1949) — за разработку и внедрение в производство новых методов синтеза душистых веществ
- Орден Ленина
- Орден Трудового Красного знамени (4 ноября 1944) — за выдающиеся заслуги в деле подготовки специалистов для народного хозяйства и культурного строительства
- Орден Трудового Красного Знамени (10 июня 1945)
- медали

## Научные исследования
Круг научных интересов Родионова на протяжении всей его деятельности не ограничивался какой-либо узкой областью, а одновременно охватывал целый ряд важнейших разделов органической химии. Область его практических интересов также характеризуется чрезвычайной разносторонностью: промышленность органических красителей, фармацевтическая промышленность, производство алкалоидов. Родионов является одним из основоположников этих отраслей промышленности в России ещё с момента его участия в работах Военно-промышленного комитета в период войны 1914—1918 гг.

### Исследования по химии красителей
Ещё в первые годы своей научной деятельности, в период работы за границей, Родионов провёл ряд выдающихся исследований в области химии красителей и промежуточных продуктов их синтеза. Оригинальный синтез тиоиндиго из монохлорацетона и тиосалициловой кислоты, синтез прочных к хлору и свету красителей, получаемых конденсацией так называемого прямого жёлтого с моноазокрасителями, ряд очень интересных исследований по химии нафталина и его производных, главным образом по аминонафтолам и их сульфопроизводным. Разработанные в ту пору Родионовым методы и синтезированные им красители до сих пор имеют промышленное значение и в России и за границей, а исследования в области нафталинового ряда имеют не меньший теоретический и практический интерес.
В период 1910—1920 гг. Родионов опубликовал ряд статей по вопросам синтеза, технологии и организации производства органических красителей и полупродуктов, а также фармацевтических препаратов. В 1920—1946 гг. появилось в печати ещё несколько его работ на ту же тему.

Целая серия исследований Родионова и его сотрудников касается реакции диазотирования и свойств диазосоединений, реакции диспропорционирования ароматических и гетероциклических альдегидов, реакции ацилирования и переацилирования ароматических и других аминов, синтеза оксиарилкарбоновых кислот, свойств некоторых производных р-сульфобензойной кислоты, синтеза и свойств ряда других производных ароматических соединений. все эти чисто теоретические работы тесно связаны с тем направлением научной деятельности Родионова, которое соприкасалось главным образом с его практической работой в анилинокрасочной промышленности. Многие из этих исследований представляли непосредственный практический интерес. В то же время они внесли много ценного, нового и оригинального в познание перечисленных разделов органической химии.
Для примера рассмотрим реакцию диазотирования азотистой кислотой замещённых фенолов (о- и р-фенолсульфокислот, а также салициловой кислоты). Было установлено, что азотистая кислота, по-видимому, сначала нитрозирует замещённый фенол, а затем превращает промежуточно образующееся нитрозопроизводное в соответствующее диазосоединение. В случае же салициловой кислоты одновременно имеет место и декарбоксилирование, так что нитрозо-, а затем и диазогруппа вступает на место карбоксильной группы. При соблюдении определённых условий этот оригинальный путь введения диазогруппы в бензольное кольцо позволяет получать соответствующие диазосоединения с довольно хорошим выходом.

### Исследования по органической химии, имеющие общенаучный характер
Значительную долю внимания уделил Родионов и реакции Канницаро. Отметив, что в присутствии формальдегида бензальдегид под влиянием спиртового раствора щёлочи превращается целиком в бензиловый спирт, он разработал общий метод, дающий возможность изменять течение реакции Канницаро в сторону исключительного образования спиртов. Эта реакция была проведена на ряде ароматических и гетероциклических альдегидов, содержащих самые различные заместители.
Ещё одним примером исследований Родионова является реакция карбоксилирования фенолов углекислотой в присутствии поташа под давлением. Этот приём, предложенный ещё в 1893 г. Марассе для синтеза салициловой кислоты из фенола, был с успехом распространён Родионовым на α- и β-нафтолы и алкоксифенолы. Во всех случаях были получены соответствующие 1,2-оксикарбоновые кислоты. В отношении выхода и чистоты получающихся продуктов метод имеет много препаративных преимуществ по сравнению с широко известным способом Кольбе-Шмитта.

### Исследования по химии алкалоидов
Другой круг вопросов, неизменно интересовавший Родионова на протяжении свыше 25 лет, — это реакции алкилирования, главным образом метилирования, имеющие большое значение в анилинокрасочной и особенно в фармацевтической и алкалоидной промышленности. Столкнувшись с этим вопросом на частном случае метилирования некоторых алкалоидов при промышленном их изготовлении (получение кодеина из морфина, нарцеина из наркотина), Родионов впервые ещё в 1920 г. использовал для этой цели отходы производства сахарина — толуолсульфохлорид. Развивая эти работы, он опубликовал новый метод алкилирования, нашедший широчайшее применение как в России, так и за границей. Продолжая углублять и расширять свои теоретические исследования по реакции метилирования вообще, Родионов с сотрудниками пришёл к целому ряду ценных наблюдений, опубликованных им в серии статей.
В своём методе алкилированпя Родионов в качестве алкилирующих средств использует различные эфиры р-толуолсульфокислоты, которые получаются с большой лёгкостью и с прекрасным выходом при действии спиртов и щёлочи на р-толуолсульфохлорид. В случае алкилирования фенолов процесс протекает лучше в присутствии щелочей, в случае же аминов обычно достаточно простого сплавления реагирующих веществ. Метод Родионова применим для самых разнообразных фенолов и аминов как бензольного, так и нафталинового ряда. Этим путём возможно алкилирование не только первичных, но и вторичных, а также третичных аминов. Большое значение имеет этот метод в гетероциклическом ряду, особенно при алкилировании различных алкалоидов, например группы опия. Этот способ позволяет алкилировать и ряд других типов органических молекул. Метод Родионова во многих случаях имеет неоспоримые преимущества по сравнению со всеми другими способами алкилирования. Помимо исключительной доступности алкилирующих средств и простоты проведения процесса, что имеет существенное значение в технологии, этот метод характеризуется мягкими условиями реакции, что особенно важно в случаях, когда алкилируемое вещество неустойчиво и легко претерпевает нежелательные побочные превращения в жёстких условиях алкилирования другими методами. Именно поэтому во многих случаях метод Родионова обеспечивает несравненно лучшие выходы и чистоту продуктов по сравнению с другими методами алкилирования.
В тесной связи с этими исследованиями стоят работы Родионова, касающиеся реакции взаимодействия диалкиланилинов с ароматическими альдегидокислотами, ароматическими карбоновыми, дикарбоновыми и оксикарбоновыми кислотами, арилакриловыми кислотами, моно-, ди- и трихлоруксусной кислотами. Они дали очень много нового для понимания происходящих при этом процессов, которые были разъяснены Родионовым во всех деталях и привели к установлению весьма ценных зависимостей. Здесь он впервые отметил возможность алкилирования карбоксильной группы карбоновых кислот диалкиланилинами. Эта реакция часто конкурирует с реакцией декарбоксилирования, причём в зависимости от строения исходной кислоты один из этих процессов становится преобладающим или даже единственным. Иногда наблюдаются одновременно и другие реакции, особенно в случаях, когда исходная кислота содержит альдегидную группу.
Обширный круг исследований, проведённых Родионовым с рядом учеников и сотрудников, касается изучения класса альдегидокислот, главным образом на примере 2,3-диметокси-альдегидо-бензойной, или так называемой опиановой кислоты, являющейся побочным продуктом производства опийных алкалоидов. Эти исследования, начатые с целью изыскания путей практического использования опиановой кислоты, привели к серии прекрасных работ в области альдегидокислот. В результате был вскрыт ряд любопытных закономерностей и всесторонне изучен один из интересных классов органических соединений.
Благодаря этим многочисленным экспериментальным работам Родионова химическая характеристика класса ароматических о-альдегидокислот в значительной степени завершена. Изучение этих вопросов привело к серии работ в этой области ряда его учеников и сотрудников (С. И. Каневской, М. М. Шемякина, Б. М. Богословского, В. В. Левченко, С. И. Михайлова и др.), а также некоторых исследователей за границей (Кирпаля и других). Помимо своей теоретической значимости, работы эти характеризуются уклоном в сторону практического использования опиановой кислоты (работы Родионова по синтезу из опиановой кислоты изованилина, диметоксиантраниловых кислот, аналогов алкалоида дамасценина, метоксилированных гетероциклических соединений ряда хинолина, нзохинолина, хиназолона, метоксилированных производных индиго и тиоиндиго и др.).
Выбрав в качестве типичных представителей ароматических о-альдегидокислот о-альдегидобензойную и опиановую кислоты, Родионов вместе со своими сотрудниками изучил многие превращения этих соединений и их взаимодействие с рядом органических и неорганических реагентов. Так, были подробно изучены реакции конденсации опиановой кислоты с нитрометаном, с малоновой кислотой и малоновым эфиром в присутствии аммиака, взаимодействие опиановой кислоты с синильной кислотой и диалкиланилинами, реакция декарбоксилированпя опиановой кислоты при её нагревании с водой в автоклаве, процесс электролиза солей опиановой кислоты. Частично эти исследования были распространены и на о-альдегидобензойную кислоту (электролиз её солей, конденсация с диметиланилином и с малоновой кислотой в присутствии аммиака).
Родионовым были проведены исследования с некоторыми производными опиановой кислоты, в частности с её хлоридом и эфирами. Изучение свойств последних привело его к выяснению механизма изомеризации α-эфиров о-альдегидокислот в ψ-эфиры, безупречно доказанного экспериментально. Эти работы имели большое значение для понимания путей такого рода превращений.
Поскольку опиановая кислота могла являться источником для получения диметоксифталевой (гемипиновой) кислоты и диметоксифталида (меконина), эти соединения также привлекали внимание Родионова. Им были разработаны наиболее рациональные способы их получения из опиановой кислоты и изучены некоторые их свойства и превращения — взаимодействие меконина с цианистым калием, реакция меркурирования гемипиновой кислоты, электролиз её солей и кислых эфиров, превращение гемипинимида реакцией Гофмана в две изомерные диметоксиантраниловые кислоты.
В результате этих исследований Родионов синтезировал много новых диметоксилировшяых производных ряда бензола. Последние в свою очередь явились исходными продуктами для синтеза интересных типов соединений; некоторые из них могут иметь и практическое значение. Одновременно были выяснены и специфические особенности такого рода диметоксилированных ароматических соединений, которые иногда проявляли довольно неожиданные свойства. Таким образом, исследования Родионова в области альдегидокислот значительно расширили знания и по группе диметоксилированных ароматических соединений, сделав многие из них вполне доступными.
Изучение процессов, наблюдающихся при электролизе солей опиановой кислоты, привело к развитию ещё одного направления исследований Родионова. Им были обстоятельно выяснены процессы электролиза солей различных ароматических карбоновых кислот: альдегидобензойной, фталевой, гемипиновой и кислых эфиров двух последних соединений. Эти исследования привели к выяснению путей и механизма превращений карбоновых кислот при электролизе и были затем продолжены его учениками и сотрудниками (В. В. Левченко и В. К. Зворыкиной).

### Исследования по фармацевтике
Одним из научных достижений Родионова является метод синтеза β-аминокислот, разработанный им ещё в 1926 г. Своими работами периода 1926—1930 гг. и более поздними (1942—1946 гг.) Родионов показал общность найденного им метода, установив возможность получения этим путём и арил-, и алкил-β-аминокислот самого различного строения. В результате этот ранее малодоступный тип органических соединений может быть в настоящее время синтезирован довольно просто. К преимуществам этого способа следует отнести и чрезвычайную доступность исходных продуктов, лёгкость выделения β-аминокислот и получение их в чистом виде в большинстве случаев с достаточно удовлетворительным выходом. Принцип метода заключается в конденсации различных жирных и ароматических альдегидов с малоновой кислотой в присутствии спиртового раствора аммиака. Если вместо малоновой кислоты берётся её кислый эфир, то вместо свободных β-аминокислот получаются их эфиры.
Как уже отмечалось выше, до исследований Родионова β-аминокислоты были весьма мало доступными соединениями. По этой причине их свойства и превращения были почти не изучены. Однако интерес к ним проявлялся не только со стороны химиков, но также биохимиков и биологов, поскольку уже давно было установлено, что β-аминокислоты входят в состав многих биологически важных веществ (пиримидинов, нуклеопротеидов, некоторых пептидов) и могут участвовать в обмене веществ в различных организмах. Особенный интерес к β-аминокислотам возник с того момента, когда было установлено, что β-аланин входит в состав пантотеновой кислоты — одного из важнейших витаминов, необходимого для роста и жизнедеятельности очень многих организмов. Отсутствие простого достаточно общего метода синтеза β-аминокислот и недостаточная изученность их свойств, естественно, тормозили развитие и биохимических и чисто биологических исследований в этой области. Именно поэтому значение предложенного и своевременно разработанного Родионовым общего метода синтеза β-аминокислот особенно велико, так как он открывает широкие перспективы не только перед химиками, но и перед представителями различных биологических дисциплин. Родионов разработал оригинальный способ получения одной из важнейших β-аминокислот — β-аланина, синтезированного конденсацией акриловой кислоты или её эфиров с фталимидом в присутствии триметилфениламмония в качестве катализатора. После омыления продуктов конденсаций образуется β-аланин или его эфиры с очень хорошим выходом..
Не ограничиваясь синтетическими исследованиями в группе β-аминокислот, Родионов с рядом сотрудников развернул обширные работы (1942—1947) по изучению химических свойств и превращений синтезированных им β-аминокислот. Помимо расширения наших знаний по химии β-аминокислот вообще, эти работы имеют серьёзное общетеоретическое значение. Достаточно упомянуть, что в результате их был неоспоримо доказан механизм одной из важнейших реакций органической химии — реакции Гофмана. Они же привели к разработке новых и усовершенствованию ранее предложенных путей синтеза различных типов гетероциклических соединений — разнообразных производных ряда ди-, тетра- и гекса-гидропиримидинов, а также глиоксилидонов. Эти типы соединений особенно интересны тем, что некоторые из их производных обладают высокоценными физиологическими свойствами. Так, синтезированные Родионовым производные ряда дигидропиримидина открывают простой путь к получению новых аналогов сульфодиазина — одного из лучших сульфамидов. Намеченный Родионовым путь синтеза глиоксилидонов привёл его к получению новых своеобразных аналогов дестиобиотина, среди которых оказались обладающие биотинным действием. В результате наметился очень интересный круг вопросов по изучению связи между строением органических молекул и их биологическим действием. Родионов предпринял систематическое изучение зависимостей между строением β-аминокислот и их стимулирующим действием на рост низших организмов (дрожжей).
Таким образом, исследования Родионова в группе β-аминокислот, захватили область, далеко выходящую за рамки этого типа соединений. Это особенно относится к его последним работам по химии витаминов. Родионовым был найден новый тип соединений, обладающих биотинным действием. Выявленные им зависимости между строением и биологической активностью в этой группе веществ значительно расширяют круг соединений, обладающих биотинным действием.
Родионов изучал и другой витамин — пантотеновую кислоту, в состав которой входит одна из β-аминокислот, а именно β-аланин. Последний, подобно пантотеновой кислоте, оказывает стимулирующее действие на рост низших организмов. В связи с этим представляло несомненный интерес испытание стимулирующего действия и других β-аминокислот. Это и было осуществлено Родионовым, показавшим, что аналогичным действием обладает не только β-аланин, но и β-аминопеларгоновая кислота. Ещё более примечателен тот факт, что и антраниловая кислота оказалась также обладающей заметным стимулирующим действием на рост дрожжей. Таким образом, наметились совершенно неожиданные и оригинальные направления дальнейших работ в этой области.
Ещё в 1936 г. Родионов провёл ряд исследований в группе витамина С, касающихся разработки практически важного метода синтеза заменителя витамина С — нзоаскорбиновой кислоты. Одновременно с этими работами Родионов опубликовал данные о связи между строением и биологическим действием в группе витамина С, показав, что аналоги изоаскорбиновой кислоты, не имеющие лактонного кольца, также обладают биологической активностью.

### Исследования по химии гетероциклов
Интерес к ряду гетероциклических соединений последним возник у Родионова ещё в начале 1920-х годов в связи с его практической деятельностью в области фармацевтической химии и химии алкалоидов. К этим вопросам он неоднократно возвращается на протяжении последующих 25 лет. В данной области им сделано и опубликовано много интересных ситезов гетероциклических соединений, относящихся к самым различным типам. Например, уже упомянутые ранее пути синтеза различных замещённых ди-, тетра-и гекса-гидропиримидинов, а также глиоксилидонов, синтез ряда производных хинолина, изохинолина и хиназолона, в особенности разработанный метод получения малодоступных альдегидов и карбинолов хинолинового ряда. Первые из них получаются, по Родионову, окислением метилхинолинов диоксидом селена, а вторые — реакцией диспропорционирования альдегидов в присутствии формальдегида..
Родионов распространил этот метод получения гетероциклических альдегидов на соединения ароматического ряда. Оказалось, что диоксид селена окисляет метильные группы не только у гомологов хинолина, но и у гомологов бензола и нафталина. Было выяснено, что в ряду бензола увеличение числа метильных групп в молекуле углеводорода облегчает процесс окисления. Особенно же хорошо он протекает у гомологов нафталина. Этим путём из толуола был получен бензальдегид, из изомерных ксилолов — соответствующие толуиловые альдегиды, а из α- и β-метилна-фталинов — α- и β-нафтальдегиды. Благодаря этим работам был значительно расширен круг соединений, окисляемых диоксидом селена..
 Таким образом, круг вопросов, охваченных исследованиями В. М. Родионова на протяжении свыше 45 лет его научной деятельности, чрезвычайно велик. В каждую затронутую им область Родионов внёс оригинальные идеи, создал ряд ценнейших методов.
Его исследования распространяются на самые разнообразные соединения жирного, ароматического и гетероциклического рядов, касаются витаминов, алкалоидов, фармацевтических препаратов, душистых веществ, красителей.
Число оригинальных научных работ Родионова достигает 100, не считая серии неопубликованных.

## Работы для промышленности
Работая в течение 8 лет (1906—1914) на предприятиях и в научных лабораториях ведущих зарубежных компаний, Родионов стал за это время видным специалистом в области химии органических красителей. В дальнейшем на родине им впервые было создано производство (целиком из отечественного сырья) не только важнейших промежуточных продуктов синтеза красителей, но и самих красителей, относящихся к самым различным типам. Родионовым было также организовано производство таких важнейших промежуточных продуктов, как нитробензол, динитронафталины, диметиланилин, сульфаниловая и нафтионовая кислоты, фенол, α- и β-нафтол, их сульфокислоты и другие производные (кислота Фрейнда, Н-, γ-, I-кислоты, 1, 2, 4-аминонафтол-сульфокислота) и многие другие. Равно велик и перечень красителей, производство которых было организовано Родионовым. Из азокрасителей — чёрный для бумаги, прочный сине-чёрный для шерсти, прямой жёлтый R; из оксазиновых красителей — мельдолевый голубой; из тиазиновых — метиленовый голубой; из трифенилметановых — метиловый фиолетовый: из нитро-красителей — нафтоловый жёлтый S, жёлтый Мариуса; из сернистых красителей — сернисто-коричневые (из динитре-нафталинов), красно-коричневые (из толуилендиаминов), сернистый чёрный (из динитрохлорбензола).
В дальнейшем Родионов в течение многих лет являлся неизменным консультантом и экспертом Анилтреста, а затем Наркомата химической промышленности и передал в производство ряд разработанных им в вузовских научных лабораториях методов, которые позволили резко улучшить изготовление массовых красителей. Достаточно упомянуть рецептуры азокрасителей, переданных им в 1925 г. Дербенёвскому заводу Анилтреста, в которых (как, например, в случае прямого чёрного К или диазочёрного ВН) выходы были увеличены вдвое против существующих.
Также Родионов сделал много и в фармацевтической промышленности, особенно в производстве алкалоидов. Возглавляя в течение многих лет, одновременно с работой в промышленности, кафедру фармацевтической химии в Московском высшем техническом училище и кафедру химии алкалоидов в 2-м Московском государственном университете, Родионов не только организовал ряд новых производств (салициловые препараты, новокаин, кофеин, теобромин, атропин, гиосциамин, морфин, кодеин, папаверин и ряд других), но и направил исследовательскую работу кафедр по линии усовершенствования и разработки новых методов синтеза фармацевтических препаратов и алкалоидов. Так, по разработанному им 20 с лишним лет назад способу и до сих пор производятся в нашей стране важнейшие алкалоиды — кодеин, стиптицин, пантопон — и очищается наркотин (исходный алкалоид для получения стиптицина).
Родионов был заинтересован также и в промышленности душистых веществ. Начиная с 1939 г. он являлся консультантом Научно-исследовательского института парфюмерной промышленности, руководя многими исследованиями по синтезу душистых веществ. Под его руководством были разработаны технические способы получения пиперонала и других альдегидов ароматического ряда, нибетонала, ряда аналогично построенных полициклических соединений, глиоксиловой кислоты, фенилуксусного альдегида. При этом Родионов принимал активное участие не только в исследовательской работе, но и в организации самого производства душистых веществ в заводских масштабах, в частности ванилина, ванилаля, кумарина и др.
Одновременно Родионов интересуется и другими отраслями техники. Характерны в этом отношении предложенные им оригинальные экономически ценные методы синтеза уксусного ангидрида — основного исходного продукта ряда важнейших отраслей промышленности. Не менее интересен и недавно разработанный им метод получения хлороформа из трихлоруксусной кислоты по принципу непрерывно действующего процесса.

## Преподавательская деятельность
Свыше 30 лет руководил Родионов рядом кафедр (химии и технологии фармацевтических препаратов в Московском высшем техническом училище, химии алколоидов в 2-м Московском государственном университете (ныне МИТХТ), химической технологии красящих веществ в Московском текстильном институте и в Московском институте химического машиностроения, органической химии во 2-м Медицинском институте, в Московском государственном университете и в Московском химико-технологическом институте им. Менделеева). Он одновременно занимал руководящие должности в исследовательских институтах (Научно-исследовательский институт органических полупродуктов и красителей, Всесоюзный институт экспериментальной медицины), непрерывно консультируя, а периодами и руководя работами в анилинокрасочной и фармацевтической промышленности, а также в промышленности душистых веществ.
Ещё в 1916 г. Родионовым была впервые в России создана кафедра химии и технологии фармацевтических препаратов, которой он руководил многие годы. Им же была создана в 1920 г. единственная в СССР кафедра химии алкалоидов. Из этих кафедр вышли основные кадры научных и инженерно-технических работников в области фармацевтической химии и химии алкалоидов. Созданная Родионовым кафедра химической технологии красящих веществ в Московском текстильном институте (1935) дала возможность выпускать высокообразованных специалистов по технологии волокнистых веществ.
Как один из крупнейших технологов и одновременно теоретиков Советского Союза в области органической химии, Родионов был избран в 1939 г. членом-корресиондентом, а в 1943 г. действительным членом Академии Наук СССР. С 1939 г. Родионов возглавлял секцию органической химии Московского отделения Всесоюзного химического общества им. Д. И. Менделеева в качестве её председателя. В течение многих лет он являлся неизменным членом экспертной химической комиссии Министерства высшего образования. Помимо этого Родионов являлся заместителем председателя Технического совета Министерства химической промышленности и членом учёных советов ряда научно-исследовательских институтов (Институт органической химии Академии Наук СССР, Институт биологической и медицинской химии Академии медицинских наук СССР и др.).

## Заслуги и награды

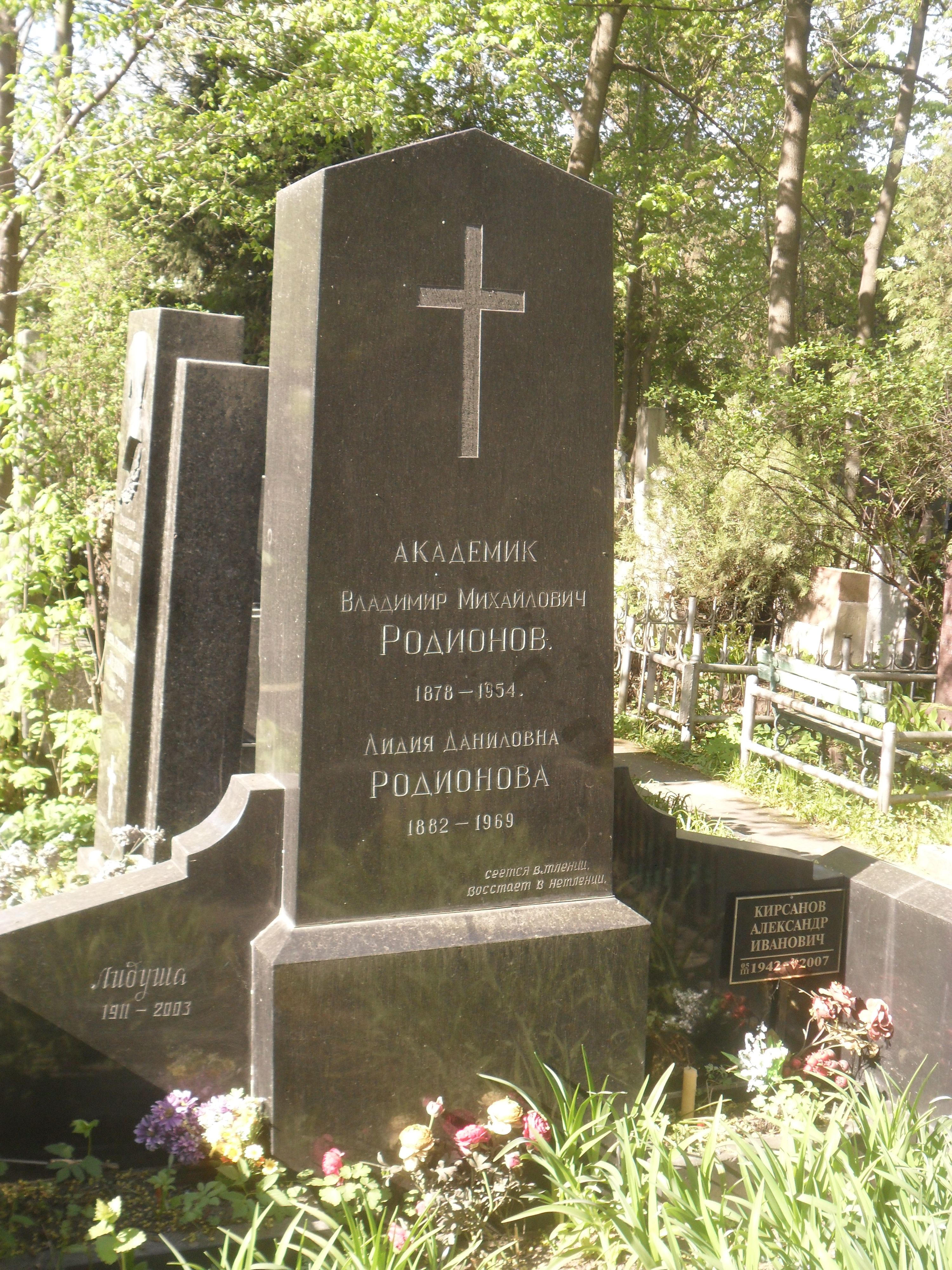
Могила Родионова на Новодевичьем кладбище Москвы.

Во время Отечественной войны работа Родионова стала особенно плодотворной. Он принял активное участие в консультации различных отраслей химической промышленности, одновременно углубляя научно-исследовательскую работу, которую он всецело подчинил требованиям военного времени. Наряду с этим Родионов продолжал теоретические исследования, главным образом по дальнейшему расширению открытого им ранее метода синтеза β-аминокислот, превращению последних в различные типы гетероциклических соединений и детальному изучению их химических и биологических свойств. За исключительные успехи, достигнутые им в этой области в 1944—1945 гг., он был удостоен Сталинской премии 1-й степени (1946; впоследствии премия была приравнена к Государственной).
Деятельность Родионова заслужила высокую оценку Правительства, он был дважды награждён орденом Трудового Красного Знамени (в 1944 и в 1945 гг.), а также медалью «За доблестный труд в Великой Отечественной войне 1941—1945 гг.».